# Bistum Mende
Das französische Bistum Mende (lat.: Dioecesis Mimatensis) mit dem Bischofssitz in Mende im heutigen Département Lozère ist das frühere Bistum Javols und entstand in der Mitte des 10. Jahrhunderts durch die Verlegung des Sitzes von Javols nach Mende, nachdem der bisherige Bischofssitz im 5. Jahrhundert durch die Völkerwanderung stark in Mitleidenschaft gezogen worden war und sich davon nicht wieder erholte.
Das Bistum gehörte zur Kirchenprovinz Bourges, später zur Kirchenprovinz Albi; heute gehört das Bistum Mende zur Kirchenprovinz Montpellier.
Die Stadt Mende gehörte dem Bischof von Mende, der aber einen Teil davon im Jahr 1307 durch einen Traité de Pariage an den König von Frankreich abtrat.
Die Kathedrale Saint-Privat wurde Mitte des 14. Jahrhunderts von Papst Urban V. (der aus dem Gévaudan stammte) neu gebaut und im 17. Jahrhundert wieder aufgebaut.

## Weblinks

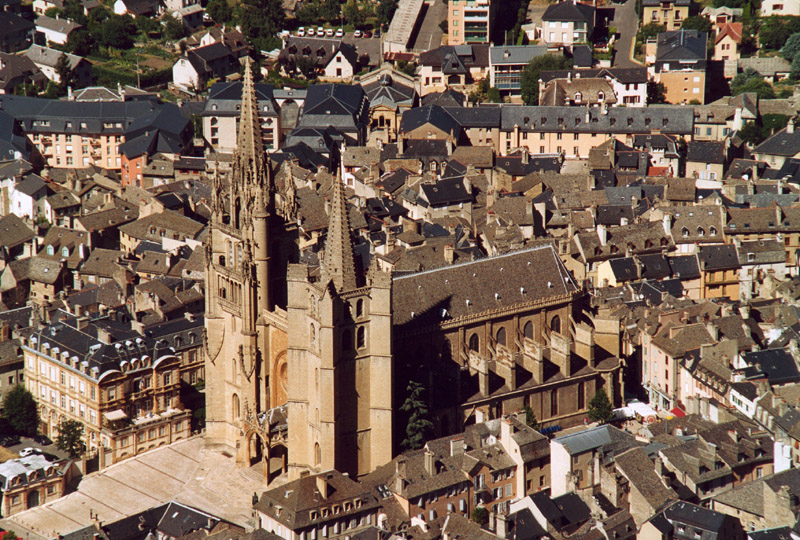
Kathedrale Saint-Privat in Mende